# Княжнин, Владимир Николаевич
Владимир Николаевич Княжнин (наст. фамилия Ивойлов; 14 (26) октября 1883, Петербург — 19 декабря 1941, Ленинград) — русский поэт, критик и литературовед, библиограф.
Автор ряда литературоведческих статей. Издавал сочинения Аполлона Григорьева, занимался изучением его творчества.
Многие годы близко общался с Александром Блоком, о котором написал книгу воспоминаний.

## Биография
Родился 14 (26) октября 1883 года в Петербурге. Сын дворянина, отставного подпоручика Николая Алексеевича Ивойлова. Отец покинул семью, и Княжнин воспитывался матерью Ивойловой Ириной Ивановной (1859?-?), получившей отдельный от мужа вид на жительство и самостоятельно зарабатывавшей на жизнь шитьем.
В 1894—1902 годах учился в Шестой Санкт-Петербургской гимназии, которую окончил, согласно аттестату зрелости представленном в студенческом деле: «поведение было — отличное, исправность в посещении и приготовлении уроков, а также в исполнении письменных работ, прилежание и любознательность хорошие».
С начала 1907 года посещал лекции и сдавал экзамены на историко-филологическом факультете. С 1905 года учёбу совмещал со службой: был библиотекарем, младшим служащим в книгоиздательстве «Школьное и библиотечное дело», заведующим издательством «Прометей».
С 1908 г. в периодич. печати (ж. «Зритель», «Вестник Европы») появляются стихотворения К., хотя первые опыты в стихах и прозе, а также переводы относятся к нач. 1900-х гг. (рукоп. сб. «На северной родине. Стихи 1907—1909 гг.» и др. -РНБ. Ф. 353. № 1-8); они отмечены влиянием поздненароднич. риторики, которую постепенно вытесняют символистские мотивы города-тюрьмы, духовного одиночества, мистического обаяния северной природы.
В 1909 г. К. сближается с кругом петерб. модернистов: А. Блоком, Г. Чулковым, Вл. Пястом, Вс. Мейерхольдом, Вяч. Ивановым, который рекомендует своего «молодого приятеля» («человек вполне достойный уважения и сочувствия», «даровитый поэт», «образованный, деятельный и трудолюбивый») известному историку литературы С. А. Венгерову, определив тем самым дальнейшую профессиональную судьбу К. Теперь К. — секретарь проф. ис Е. В. Аничкова, его помощник в работе над архивом Н. А. Добролюбова и изданием собрания его сочинений. Её итог — совместная статья «Дела и дни Н. А. Добролюбова» (Современник. 1911. № 11), подготовленное начинающим филологом описание данного архива (Временник Пушкинского Дома. 1913. Вып. 1. Пг., [1914]).
В 1910-е гг. Княжнин на службе в изд-ве «Деятель»: секретарь «Б-ки рус. писателей», редактор отд. всеобщей лит-ры в 20-томном энц. словаре.
В 1914—1918 гг. — помощник Б. Л. Модзалевского по Архиву конференций Академии наук, с 1913 г. — внештатный сотрудник Пушкинского Дома.
Поистине звездным часом для К. как историка литературы стали годы, проведенные «под знаком» Аполлона Григорьева: он по крупицам собирает его архив, разыскивает биографические материалы, готовя отдельное издание (Аполлон Александрович Григорьев: Материалы для биографии / под ред. Влад. Княжнина. Пг., 1917). На волне увлечения личностью и творчеством этого «последнего романтика», символизирующего «органическую культуру», «почву», происходит сближение с А. А. Блоком (см. их переписку: Письма А. Блока. Л., 1925; письма К.: РГАЛИ. Ф. 55. Оп. 1. № 274).
Постепенно К. приобретает репутацию эрудита, знатока книжных редкостей, тонкого ценителя исторического «кунштюка», склонного к ироничной литературной стилизации. Эти качества К. смог продемонстрировать на страницах ж. «Любовь к трем апельсинам» (1914—1916), его издатель Вс. Мейерхольд выступил здесь под именем Доктора Дапертутто, мага и чародея из фантасмагорической новеллы Э.Т.А. Гофмана. К. стал автором и ведущим рубрики «Hoffmaniana», где опубликовал несколько историко-литературных экскурсов. Здесь же в 1914 г. увидели свет лучшие образцы его поэтического творчества: «Стихи о Петербурге. 6-е января» и цикл из пяти стихотворений под названием «Стихи о Петрограде», впоследствии неизменно включавшиеся в поэтические антологии, посвященные городу на Неве. Общая для них тема — красота Петербурга, его историческая мифология и повседневная жизнь, рассказанная языком неоклассического стиха.
В 1918 г. К. предполагал издать поэтический сборник с предисловием Блока, однако замысел не осуществился.
В 1910-е гг. статьи, заметки, рецензии К. печатались в газ. «Рус. молва», «День», ж. «Рус. мысль», «Рус. библиофил», «Историч. вестник», «Столица и усадьба», выступал он и как автор рассказов и путевых очерков.
К. принадлежит биографический очерк «Александр Александрович Блок» (Пб., 1922) — первая биография поэта написанная историком литературы, с опорой на имевшиеся к тому времени документальные материалы и свидетельства, где впервые была представлена генеалогическая таблица — «Идиологическое дерево А. А. Блока».
В 1917 г. вместе с Блоком участвовал в редактировании стенографич. отчетов Чрезвычайной следств. Комиссии.
В 1920-е гг. К. периодически выступает в печати, участвует в деятельности Библиографического о-ва, сотрудничает с кооперативным изд-вом «Колос», демонстрируя свою причастность литературному миру дореволюционной эпохи, но с усилением идеологического прессинга постепенно уходит из публичной сферы, заняв позицию социо-культурного эскапизма и сосредоточившись исключительно на библиографической работе, а также на истории символистского движения (Роспись произведений основных писателей-символистов в журналах и газетах начала XX в. — 20-х гг. XX в. — РО ИРЛИ. Ф. 94. Оп. 1. Ед. хр. 124), собирании «вещественных памятников» — фотографий, книг, статейных оттисков, газетных вырезок, программ литературных вечеров, протоколов собраний и заседаний различных литературных обществ, членом которых он состоял (Общество ревнителей художественного слова, Религиозно-философское общество, Вольфила и др.). Все эти документы отложились в его архиве, хранящемся в Пушкинском Доме и РНБ.
Умер 19 декабря 1941 года в блокадном Ленинграде, не пережив первую блокадную зиму. Его адрес: ул. Газовая, д.1а, кв. 14.
Обстоятельства трагического момента уточняются благодаря записям Н. Г. Чулковой на комплекте писем её корреспондента: «Владимир Николаевич Княжнин-Ивойлов литературовед. Был близким приятелем Александра Блока, Вячеслава Иванова и других символистов. Умер от голода при осаде немцами Ленинграда» (РГАЛИ. Ф. 548. Оп. 1. Ед. хр. 461. Л. I); «Владимир Николаевич Ивойлов, приятель А. Блока (один из немногих) умер в Ленинграде во время осады: замерз на улице, идя пешком из больницы» (Там же. Л. III). Библиотечное собрание К., насчитывавшее 4521 единиц, было приобретено Публичной библиотекой (Публичная библиотека в годы войны 1941—1945. Дневники¸ письма, воспоминания. СПб., 2005. С. 90, 346—347).

## Публикации
- Княжнин В. Н. Александр Александрович Блок. — Петроград : Колос, 1922. — 136 с. — (Биографическая библиотека).
- Княжнин В. Н. Аполлон Григорьев и цыганы // Столица и усадьба. — 1917. — № 73. — С. 21—23.

## Семья
Жена — Елизавета Ильинична (урождённая Несмачная), имевшая дочь Анну от первого брака;
дети:
- Наталья Владимировна, в замуж. Халтурина (1915—2000). Кандидат технических наук, автор ряда научных трудов по гидравлическим исследованиям Куйбышевской (Волжской) ГЭС и зарубежных гидростанций. Орденоносец. Орден Трудового Красного Знамени в 1958 году. Медаль «За доблестный труд в Великой Отечественной войне» в 1946 году и другие медали.
- Ирина (умерла в младенчестве, до 1920)
- Евгения Владимировна (1923 — ?)
- Андрей Владимирович (1926—1994), профессор, доктор педагогических наук, автор инновационных разработок по методике подготовки спортсменов-волейболистов.